# Palau Emo Diedo
El Palau Emo Diedo és un palau de Venècia situat al barri de Santa Croce, amb vistes al Gran Canal, davant de l'estació de tren. Està situat a la fondamenta de San Simeone Piccolo, no gaire lluny de l'església del mateix nom.

## Història
El palau del segle XVII és un projecte inacabat d'Andrea Tirali de la segona meitat del segle XVII: construït per a la família Emo, aquesta arquitectura contrasta amb l'arquitectura barroca contemporània i dominant de Baldassarre Longhena. El palau passa a la família Diedo, d'aquí el segon nom.
Avui està ocupat per les Germanes de la Caritat.

## Arquitectura
La façana neoclàssica destaca la planta baixa, un pis principal i unes golfes de bones dimensions, per a un total de tres plantes i un total de vint finestres.A la planta baixa, centralment, el portal està flanquejat per dues finestres quadrangulars, dins d'una superfície rústica coronada per una balustrada; aquesta última correspon a un balcó amb una finestra trifora d'arc de mig punt coronada per un gran timpà. La resta de la façana és senzilla i sense adorns. A la part posterior hi ha un jardí.